# Sphaenorhynchus bromelicola
Sphaenorhynchus bromelicola е вид жаба от семейство Дървесници (Hylidae).

## Разпространение
Този вид е разпространен в Бразилия.